# Bartolomeo Pagano
Bartolomeo Pagano (né le 27 septembre 1878 à Gênes et mort le 24 juin 1947 dans la même ville) est un acteur italien.
Célèbre pour avoir créé le rôle de Maciste, il est surnommé « le bon géant ». 

## Biographie
Docker au port de Gênes, Bartolomeo Pagano accède au statut de star grâce au rôle de Maciste dans le péplum de Giovanni Pastrone, Cabiria en 1914 à l'âge de 36 ans. Grâce à ce personnage, sujet de nombreux films (Pagano réalisa même 4 films en Allemagne), il devint une vedette internationale, Douglas Fairbanks était même appelé à ses débuts le « Maciste américain ».
Bartolomeo Pagano, malade, se retire en 1929 et meurt dans sa Villa Maciste de Sant'Ilario un quartier de Gênes en 1947.
Le personnage de Maciste connut par la suite une seconde carrière à partir des années 1950.

## Filmographie

### Cinéma
- 1914 : Cabiria de Giovanni Pastrone : Maciste
- 1915 : Maciste : Maciste
- 1916 : Cretinetti e gli stivali del Brasiliano
- 1916 : Maciste bersagliere : Maciste
- 1916 : Maciste, Chasseur alpin : Maciste
- 1918 : Maciste atleta : Maciste
- 1918 : Maciste détective de Roberto Roberti : Maciste
- 1918 : Maciste medium : Maciste
- 1918 : Maciste sonnambulo : Maciste
- 1919 : Maciste I : Maciste
- 1919 : Maciste amoureux : Maciste
- 1920 : Il testamento di Maciste : Maciste
- 1920 : Il viaggio di Maciste : Maciste
- 1920 : La Trilogia di Maciste : Maciste
- 1920 : Maciste contro la morte : Maciste
- 1921 : La Rivincita di Maciste : Maciste
- 1921 : Maciste in vacanza : Maciste
- 1921 : Maciste salvato dalle acque : Maciste
- 1922 : Maciste et la créôle : Maciste
- 1923 : Maciste contro Maciste : Maciste
- 1923 : Maciste et la fille du roi de l'argent : Maciste
- 1923 : Maciste und der Sträfling Nr. 51 : Maciste
- 1923 : Maciste und die chinesische Truhe : Maciste
- 1924 : Maciste e il nipote d'America : Maciste
- 1924 : Maciste imperatore : Maciste
- 1925 : Maciste aux enfers de Guido Brignone : Maciste
- 1926 : Maciste in Africa : Maciste
- 1926 : Maciste nella gabbia dei leoni : Maciste
- 1927 : Il gigante delle Dolomiti : Maciste
- 1927 : Le Postillon du Mont-Cenis : Gian-Claudio Thibaut
- 1928 : Gli ultimi zar
- 1929 : Bataille de géants : Holopherne